# Język njandża
Język njandża, język niandża, język  nyanja – język z rodziny bantu używany w Malawi, Zambii i Mozambiku. Rozpada się na kilka dialektów, uznawanych czasem za osobne języki, między innymi czewa i nsenga.
Według Kennetha Katznera język njandża częściej określany jest w nim samym jako chinyanja (czinjandża), zaś w Malawi nazywany jest czewa (cziczewa).
W Malawi językiem tym posługuje się ponad 6 milionów ludzi, czyli prawie dwie trzecie mieszkańców. W Zambii mówi nim około miliona mieszkańców, a w Mozambiku około 500 tysięcy.